# Гогенлоэ (остров)
Гогенло́э — северный остров архипелага Земля Франца-Иосифа. Площадь — 38 км², наивысшая точка — 137 метров. Административно относится к Приморскому району Архангельской области России. Носит имя немецкой династии Гогенлоэ.
Расположен посередине между островом Рудольфа и островом Карла-Александра. От острова Рудольфа остров Гогенлоэ отделён проливом Неймайера шириной около 9 километров, от острова Карла-Александра — проливом Трининген шириной 8 километров.
Длина острова от самой северной точки — мыса Шрёттера до южного окончания — 6 километров. Почти вся территория острова Гогенлоэ покрыта вечным льдом, лишь несколько мысов острова остаются свободными ото льда.

## Близлежащие малые острова
- Острова Октябрята — группа из семи небольших островов тянущихся от северного побережья острова Гогенлоэ на северо-восток. Два крупнейших острова группы носят имена Куполок и Малый.